# Cattedrale di San Maurizio (Vienne)
L'ex cattedrale di San Maurizio (in francese: cathédrale Saint-Maurice) è il principale luogo di culto della città francese di Vienne, nell'Alvernia-Rodano-Alpi, ed ex cattedrale della diocesi omonima. Nel 1311-1312 vi si tenne concilio di Vienne, quindicesimo concilio ecumenico della Chiesa cattolica.